# Zonophryxus quinquedens
Zonophryxus quinquedens is een pissebed uit de familie Dajidae. De wetenschappelijke naam van de soort is voor het eerst geldig gepubliceerd in 1914 door Barnard.